# Sylvain Beuf
Pour les articles homonymes, voir Beuf.
Sylvain Beuf est un musicien de jazz français né à Paris le 6 avril 1964.
Il joue du saxophone soprano, alto et ténor, du piano et de la batterie. Il est aussi compositeur et arrangeur.

## Études
Il entreprend des études classiques à l’ENM d’Orsay où il obtient en 1984 une médaille d’or en saxophone ainsi qu’un prix de musique de chambre. Il étudie l’harmonie classique avec Pierre Lantier. Il étudiera au CIM l’harmonie du jazz aux côtés de Jean-Claude Fohrenbach et de Bernard Maury, le saxophone  avec André Beun, Daniel Petitjean, Philippe Maté et Claude Tissendier.

## Compositions
Depuis 1987 Sylvain Beuf voyage dans les sphères du jazz français et européen où il conjugue sa passion de l’écriture, de l’improvisation et des rencontres fertiles. Il a enregistré une cinquantaine de compositions originales et a réalisé des œuvres de commandes pour différentes formules instrumentales.

## Soliste
Il a joué aux côtés de : Martial Solal, René Urtreger, Gerard Badini ,Michel Legrand, Daniel Humair, Henri Texier,Bernard Maury, Philippe Combelle,Alby Cullaz,Eric lelann,  Richard Galliano, Hervé Sellin,Didier Lockwood,  André Ceccarelli,David Linx,Claude Guillot, Alain Jean marie,Lionel et Stephane Belmondo , Stephane Huchard, Aldo Romano, Pierre de Bethmann, Michel Marre, Maurice Vander, le groupe Océan, Moutin Réunion,Michel Benita, Laurent de Wilde,Simon Goubert, Patrice Caratini, Andy Emler, Franck Amsallem, Gilles Naturel,  Francois Chassagnite, Ivan Paduart, Gordon Beck, Bojan Z, Billy Hart, Jean-Michel Pilc, Emmanuel Bex, Sylvain Luc, Stéphane Huchard, Éric Le Lann, Baptiste Trotignon, Minino Garay, Jean Pierre Como, Alex tassel, Michel Perez, Manuel Rocheman, Nicolas Folmer,Pierre Bertrand, Diego Imbert, Franck Agulhon,Philippe Petruciani, Damien Argentieri, Fabrice Moreau, Olivier Louvel , Fabrice Devienne, Jean loup Longnon, Ludovic de preissac ...
Sylvain Beuf a été récompensé professionnellement à plusieurs reprises : 
- 1993 : prix Django-Reinhardt du meilleur musicien Français de l’année.
- 1994 : Djangodor pour son premier disque Impro Primo.
- 2000 : Talent Midem 2000 et Victoires de la musique dans la catégorie « Nouveau talent jazz ».

## À la scène
Leader reconnu, il se produit régulièrement avec ses deux formations en quintet et en trio dans les festivals français - Jazz sous les pommiers, Nice Jazz Festival, Jazz à Vienne, Paris Jazz Festival... et internationaux (Mexique, Tunisie, Roumanie, Portugal, Liban, Sénégal, Canada, États-Unis, Japon, Italie, Russie, Ukraine, Équateur, Colombie).
Il enseigne l’improvisation de 1998 à 2000 au sein d’une classe de jazz et d'un big band qu’il dirige au conservatoire à rayonnement communal du 9e arrondissement de Paris. Il dirige le stage de jazz de la Ville de Lisieux depuis 2001. Il a participé à de nombreuses masterclasses en France (Saint-Claude, Tours, Montpellier, Paris - Cité de la musique), à Dakar et Saint-Louis du Sénégal, Timișoara (Roumanie), Monterrey (Mexique) et Kiev (Ukraine). Il est l'actuel coordinateur du département jazz du conservatoire à rayonnement régional de Versailles Grand Parc.

## Récompenses
- 2000 : Victoires du jazz dans la catégorie Révélation jazz de l'année

## Discographie sélective
- 1991 : Parcours Quintet des frères Moutin, (Blue Line) - avec Louis et François Moutin, Marianne et Simon Spang-Hanssen.
- 1993 :  Impro Primo (RDC Records) - Sylvain Beuf Quartet avec Bojan Z, Christophe Wallemme et Stéphane Huchard
- 1997 West side story. André Ceccarelli quartet BMG
- 1999 : La danse des internotes (RDC Records) - Sylvain Beuf Quintet avec Manuel Rocheman, Christophe François Verly et Jean-Pierre Arnaud
- 2001 :  Soul Notes (Naïve) - Sylvain Beuf Quintet avec Manuel Rocheman, Christophe Wallemme, François Verly et Laurent Robin
- 2001 : Sylvain Beuf Trio (Naïve) avec Diégo Imbert et Franck Agulhon
- 2003 Storia. Michel Perez Quintet
- 2004 : Octovoice (Naïve) avec E Bex, L Moutin, Th Peala, L Saltiel, L Littardi, V Puesh, B Jacquot.
- 2005 : Trio Expérience avec F Agulhon et D Imbert sur le label Rdc
- 2007 : Mondes parallèles avec Franck Agulhon, Damien Argentieri, André Ceccarelli, Frédéric Delestré, Diego Imbert, Denis Leloup, Laura Littardi, Michel Perez, Jérôme Regard
- 2007 l'ame soeur. Jean Pierre Como  Naive
- 2010 : Joy (Such Prod/Harmonia Mundi) avec Franck Agulhon (d) et Diego Imbert (b) en trio augmenté pour l'occasion de Pierrick Pedron (as), Denis Leloup (tb) et Jean-Yves Jung (p) enregistré en live en sextet au Jazz-Club de Dunkerque.
- 2012 : Electric Excentric' (Such Prod/Harmonia Mundi) avec Manu Codjia, Philippe Bussonnet, Julien Charlet, Alex Tassel, Nicolas Folmer, Thomas Guei et Thomas Beuf
- 2014 : Sisyphe de Pierre de Bethmann
- 2015 : Plénitude Impro Primo Records/Socadisc avec Manu Codjia, Philippe Bussonnet, Julien Charlet et Laurent Coulondre.
- 2015 : Serenity - Alex Tassel Quintet Such prod
- 2015 : Triple Entente - Trebim Music
- 2016 : Exo de Pierre de Bethmann
- 2018 : Médium Ensemble Vol III - Pierre de Bethmann
- 2019 : Passers of Time - Asta quartet  Bonzai records
- 2021 : Time Feel - trio Bonzai records
- 2023 : Asta - Bonzai Records
- 2024 : Long Distance - trebim music. L'autre Distribution